# Koncert fortepianowy

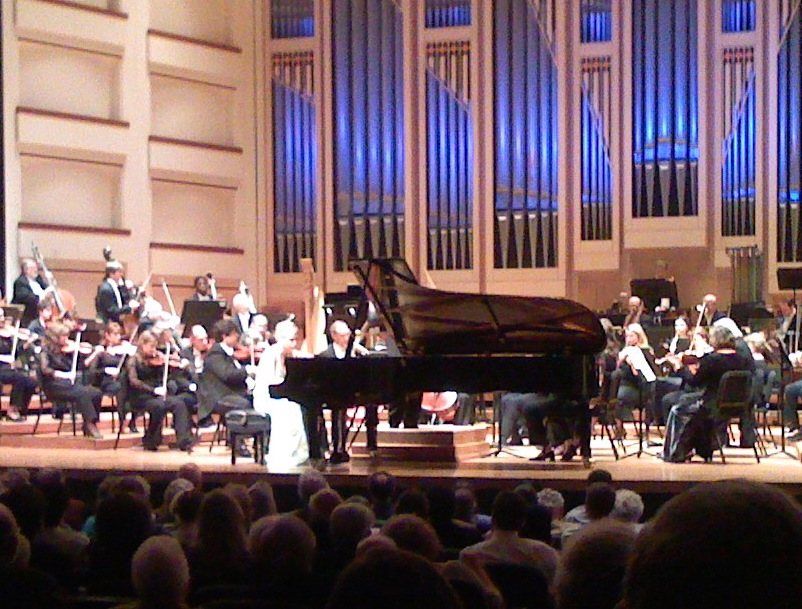
Wykonanie II Koncertu fortepianowego c-moll op. 18 Siergieja Rachmaninowa (1873–1943).

Koncert fortepianowy – koncert instrumentalny przeznaczony do wykonania na fortepianie (albo fortepianach) z akompaniamentem orkiestry (najczęściej symfonicznej), zbudowany przeważnie z 3 części (w formie cyklu sonatowego). Wyewoluował bezpośrednio z barokowych koncertów klawesynowych (klawesyn został w XVIII wieku wyparty – zarówno w muzyce solowej, jak i zespołowej – przez fortepian).

## Historia

### Klasycyzm
Koncert z fortepianem jako instrumentem solowym pojawił się dopiero w dobie klasycyzmu w twórczości austriackiego muzyka Wolfganga Amadeusa Mozarta (1756–1791). Dorobek Mozarta w tym gatunku obejmuje 30 utworów, z czego 3 są aranżacjami koncertów Johanna Christiana Bacha (1735–1782) opublikowanych w opusie 5 (nr 2, 3 i 4). Budowa koncertów fortepianowych Mozarta jest klasyczna – trzyczęściowa, przy czym części drugie występują zawsze w tempie andante, część trzecia czyli ostatnia jest natomiast rondem (wyjątkiem są tutaj koncerty nr 17 i 24, gdzie w finale występują wariacje).
Kolejnym kompozytorem, który przyczynił się do rozwoju tego gatunku, był Ludwig van Beethoven (1770–1827), należący – razem z Mozartem i Josephem Haydnem (1732–1809) – do tzw. klasyków wiedeńskich. Jest on twórcą pięciu koncertów fortepianowych (nie biorąc pod uwagę wczesnego koncertu Es-dur, z którego zachowała się tylko partia solowa, niedokończonego VI koncertu D-dur oraz transkrypcji własnego koncertu skrzypcowego D-dur op. 61). III Koncert fortepianowy jest dziełem zupełnie przełomowym dla gatunku, kolejne dwa – IV koncert G-dur i V koncert Es-dur – wychodzą jeszcze dalej poza estetyczne ramy okresu klasycyzmu. Dodatkowo IV koncert fortepianowy Beethovena jest pierwszym dziełem w historii gatunku, który rozpoczyna się partią solisty. Forma koncertów Beethovena jest – podobnie jak u Mozarta – trzyczęściowa.

### Romantyzm
W muzyce romantycznej koncert fortepianowy był najpopularniejszym z uprawianych gatunków koncertów instrumentalnych. W historii muzyki jako polski twórca koncertów fortepianowych zapisał się Fryderyk Chopin (1810–1849), u którego partia orkiestrowa zdecydowanie ustępuje partii solowej. Chopin zdecydowaną większość swojej twórczości poświęcił wyłącznie fortepianowi, a dość skromna instrumentacja nie tylko w koncertach, ale też w innych dziełach na fortepian i orkiestrę spowodowała, iż był przez pewien czas opisywany jako kompozytor nie potrafiący napisać ciekawej partii orkiestry (w jego dorobku nie znajdziemy symfonii czy też poematów symfonicznych lub innych większych form charakterystycznych dla romantyzmu). Koncerty Chopina cechuje tempo larghetto w wolnych częściach obu koncertów (w przypadku nr 1 autor dodał oznaczenie romance), a także wykorzystanie stylizowanych form muzycznych opartych na ludowych tańcach w rondach: kujawiaka (w nr 1) i mazurka w nr 2.

### Współczesność
Gatunek ten nie stracił popularności w XX i XXI wieku. Wirtuozowskie dzieła skomponowali między innymi: Siergiej Rachmaninow (jego III Koncert fortepianowy do dzisiaj uważany jest za niewiarygodnie trudny nawet dla wirtuozów), Siergiej Prokofjew (I Koncert fortepianowy Prokofjewa był jego pracą dyplomową!), Béla Bartók (dwa pierwsze koncerty skomponował dla siebie, trzeci – dla żony), Igor Strawinski (nie był rewelacyjnym pianistą, ale występy w tym charakterze przynosiły mu dochody, jakich nie był sobie w stanie zapewnić jako kompozytor), Dmitrij Szostakowicz (wraz z fortepianem koncertuje trąbka – to jeden z najbardziej niekonwencjonalnych koncertów z fortepianem), Samuel Barber, Michael Tippett, György Ligeti, Einojuhani Rautavaara, Leroy Anderson, Helmut Lachenmann i Philip Glass.

## Forma
Koncert fortepianowy (podobnie jak inne koncerty instrumentalne) oparty jest na cyklu sonatowym i na ogół składa się z trzech części:
1. Forma sonatowa (najczęściej w szybkim tempie, stąd wziął się jej popularny synonim: allegro sonatowe)
2. Forma wolna popularnie nazywana adagiem (choć równie dobrze może być każde inne tempo), najczęściej o budowie pieśniowej (przeważnie ABA) lub wariacyjnej
3. Finał o budowie ronda, wariacji lub (rzadziej) allegra sonatowego

Niekiedy pod koniec cz. I lub III występuje kadencja mająca często charakter wirtuozowski. Początkowo kadencje były improwizowane przez solistów (zachowały się zapisy takich improwizacji np. w koncertach Mozarta). Beethoven jako pierwszy zaczął zapisywać kadencję w partyturze.

## Przykłady
- XXI Koncert fortepianowy C-dur (KV 467) Mozarta skomponowany w 1785. Andante zostało wykorzystane przez szwedzkiego reżysera Bo Widerberga w filmie Miłość Elwiry Madigan z 1967.
- V Koncert fortepianowy Es-dur „Cesarski” op. 73 Beethovena, skomponowany w latach 1809–1811.
- I Koncert fortepianowy e-moll op. 11 Chopina, skomponowany w 1830. Temat główny z Allegro maestoso jest jedną z najbardziej znanych melodii kompozytora.
- I Koncert fortepianowy d-moll op. 15 Brahmsa, skomponowany w 1858.
- Koncert fortepianowy a-moll op. 16 Griega. Skomponowany w 1868, jest jedynym koncertem autora. Jego motywy były wielokrotnie wykorzystywane w kulturze popularnej.
- I Koncert fortepianowy b-moll op. 23 Czajkowskiego, skomponowany w latach 1874–1875. Wykorzystany był m.in. jako oprawa muzyczna podczas ceremonii otwarcia Letnich Igrzysk Olimpijskich w 1980 w Moskwie.
- II Koncert fortepianowy c-moll op. 18 Rachmaninowa, skomponowany w latach 1900–1901. Utwór znany jest jako kompozycja bardzo trudna dla pianistów. Kompozytor cierpiał na zespół Marfana, który objawiał się m.in. „pałąkowatością palców”.
- Koncert fortepianowy Witolda Lutosławskiego, skomponowany w 1988 na zamówienie Festiwalu w Salzburgu. W jego prawykonaniu jako solista brał udział Krystian Zimerman, zwycięzca IX Międzynarodowego Konkursu Pianistycznego im. Fryderyka Chopina w 1975 roku.